# Celaenorrhinus pulomaya
Celaenorrhinus pulomaya,
hay Multi-spotted Flat, là một loài bướm ngày thuộc Họ Bướm nâu được tìm thấy ở châu Á.

## Phân bố
Loài này có mặt ở Himalaya và phía tây Trung Quốc.

## Hình ảnh

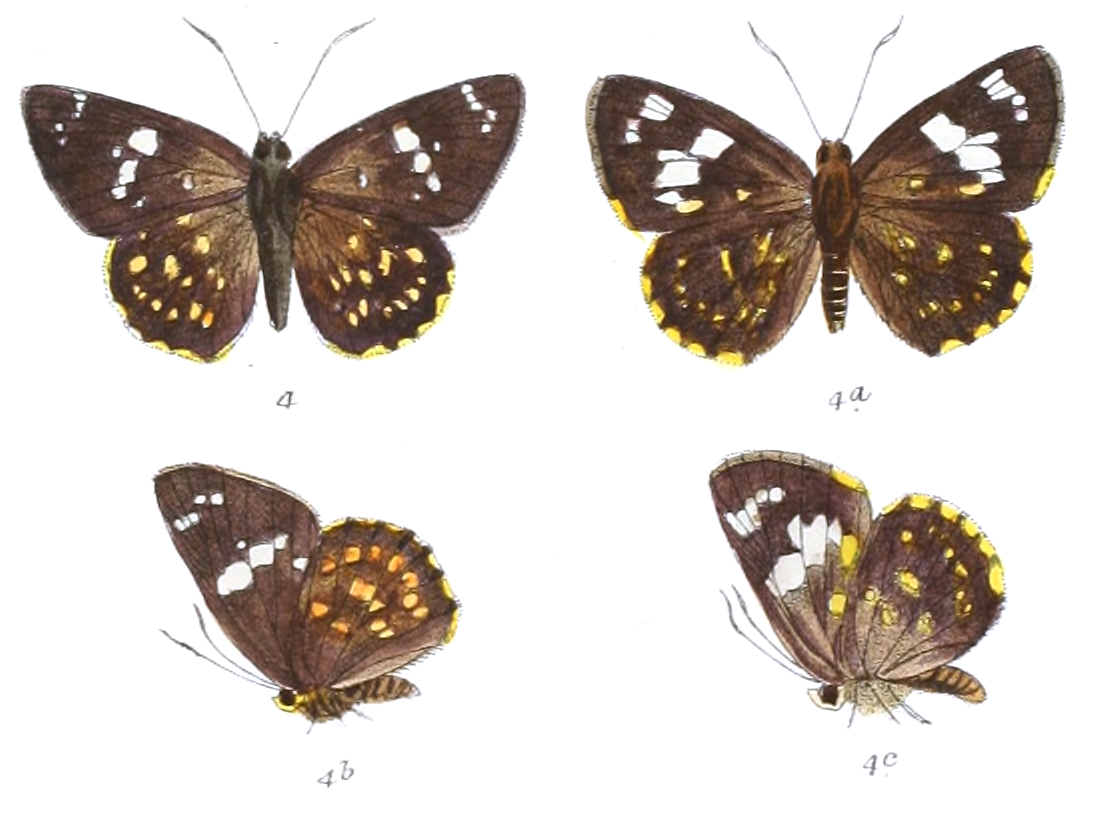

#### Print
- Evans, W.H. (1932) The Identification of Indian Butterflies. 2nd Ed, (i to x, pp454, Plates I to XXXII), Bombay Natural History Society, Mumbai, India.

#### Online
- Savela, Marrku  Website on Lepidoptera
- Beccaloni, G. W., Scoble, M. J., Robinson, G. S. & Pitkin, B. (Editors). 2003. The Global Lepidoptera Names Index (LepIndex). World Wide Web electronic publication. http://www.nhm.ac.uk/entomology/lepindex [accessed 5 tháng 12 năm 2006].